# Vágur
Vágur, dansk: Våg, er med sine 1.366 indbyggere i 2024 den næststørste bygd på Suðuroy på Færøerne og administrationscenter for Vágs kommuna. Vágur havn har en bassindybde på 14 m. I havnen er der flere fiskekuttere, et skibsværft og flere fiskefabrikker.
Vágur har en folkeskole, en idrætshøjskole, en børnehave, en idrætshal med fodboldbane, svømmehallen Pálshøll, der har en 50-meter lang pool samt wellness og fitness og en multisportshal med fodboldbane i halv størrelse, løbebane og klatrevægge. Byen har også en klinik med læger, sygeplejerske, tandlæger og fodterapeut. Vágur har også et hotel, B&B, ti hytter til turisme, en bank og forskellige butikker. Der er desuden et dieselkraftværk på sydsiden af fjorden, Vágsverkið. Svømmehallen Pálshøll, får afløbsvarme fra dieselkraftværket.
Vandkraftværket Botnur kraftværk í Botni 3 km nordvest for Vágur, blev åbnet i 1921, og var Færøernes første vandkraftværk. Det var først i kommunens eje, og blev senere overdraget til det kommunale selskab (kaldet Elfelagið Suðuroy fra 1953), som siden blev optaget i det landsomfattende SEV i 1960. Nutidens to turbiner blev installeret i 1965 og 1966, og har en effekt på 1,1 MW og 2,2 MW.

## Geografi
Bygden er beliggende inderst i Vágsfjørður, den næst længste fjord på Suðuroy, som begynder ved øens østkyst. Vágsfjørður har også en sydlig fjordarm, Lopransfjørður. Hovedparten af bebyggelsen i Vágur ligger på nordsiden af fjorden. Afstanden mellem Vágsfjørður og Vágseiði på vestkysten er 1 km. På dette landområde ligger søen Vatnið, som også kaldes Vágsvatn eller Eiðisvatn. Rundt om søen er der anlagt en sti.
I Hvannadalur nord for Vágur ligger en 30 100 m² store skovplantage  Viðarlundin, som blev plantet i 1956  med forskellige træarter.
Der er vejforbindelse fra Vágur mod øst til bygden Porkeri beliggende på den nordlige side af fjorden, og videre til Hov. Vejen fortsætter til bygderne længere mod nord via en vejtunnel. På vejen til Porkeri ligger bygden Nes. I nordvestlig retning fra Vágur går der en fjeldvej til gården i Fámara og Botni. Mod syd langs med Vágsfjørður er Vágur forbundet med bygderne Lopra, Akrar og Sumba, sidstnævnte via den 3.240 meter lange vejtunnel Sumbiartunnilin, der blev indviet i 1997.

## Politik
Politisk har vælgerne i Vágur ofte foretrukket de socialistiske partier Javnaðarflokkurin og Tjóðveldi. Borgmesterhvervet i kommunen har vekslet mellem de to partier siden 1975. Borgerlige vælgere på Suðuroy har ofte foretrukket det danskvenlige parti Sambandsflokkurin, der ikke har stået lige stærkt i Vágur i 2000-tallet. Derimod har politikere som Annika Olsen og Jacob Vestergaard trukket vælgere til Fólkaflokkurin.

## Historie
Bygden er ikke en landnamsbygd, (dvs. oprettet af dem, der tog landet i besiddelse i Vikingetiden på Færøerne), men der har sandsynligvis været tidlige bosættelser på stedet. Der findes myter om, at vikingerne har benyttet Vágsfjørður som mellemstation på deres færd til Island og Grønland.
Vágur nævnes første gang 1350 i Hundebrevene, der beretter om, at der findes flere hundeejere i bygden. Den tidligere katolske præst broder Andrass holder 1538 sin første lutherske prædiken på Færøerne. Derfor anses Vágur kirke for at være Færøernes helligste kirke. 1584 var der i følge tingbøgerne bosat 17 i Vágur.
1804 køber Nólsoyar-Pall sammen med sine to brødre og vennerne Jákup í Toftum og Per í Gjørdum, Porkeri et skibsvrag (engelske Sally&Polly) på en auktion i Hvalba det engelske skibsvrag Sally. Vraget slæbes af robåde til Vágur, og på Fløtan Friða byggede de det første færøske dæksfartøj, det 45 fod og 9 kommercelæsters store Royndin Fríða ("det frie forsøg"). Hans formål var at udvikle fiskeriet og uddanne sine landsmænd i søfart og desuden at ophjælpe øerne ved udførsel af deres produkter. Varer, som ikke var opført i handelstaksten, stod det Nólsoyar Páll frit for at ind- og udføre; men med hensyn til de i handelstaksten optagne varer måtte han ansøge handelskommissionen eller, når denne afviste ham, rentekammeret om tilladelse til ud- eller indførsel. Nólsoyar Páll, som ivrigt benyttede enhver lejlighed til at virke for indførelse af frihandel på Færøerne, kom snart på kant med den lokale øvrighed, som anklagede ham for smugleri og gentagne gange sværtede ham til overfor handelskommissionen og rentekammeret.
1860 grundlægger Jákub Dahl (1837-1915) sit firma, der hurtigt bliver et af Færøernes største handelsfirmaer, og nogle år senere også rederi. I 1870 bygger købmanden William Askham et pakhus på Marknoyri ved Vágur. Han opkøber fisk fra engelske slupper og forarbejder dem til klipfisk, som eksporteres.
Kommunen blev udskilt fra Suðuroyar prestagjalds kommuna i 1906.
Det første vandkraftværk på Færøerne blev opført ved Vágur i 1921. Endvidere er der i dag et dieselkraftværk på sydsiden af fjorden.
Fra 1870érne er Vágur sammen med Tvøroyri Færøernes vigtigste havne for det omfattende havfiskeri ved Island og Grønland, og bygden var i mange år et af de bysamfund på Færøerne, som havde den hurtigste udvikling. Se Færøsk fiskeri
Kommunen blev udskilt fra Suðuroyar prestagjalds kommuna i 1906.
1921 opførtes Færøernes første vandkraftværk ved Botni nord for Vágur i 1921. Hovedformålet var at gøre det muligt at tørre fisk også om vinteren og forsyne Vágur med elektricitet. Værket er senere blevet udvidet i flere etaper og producerer i nutiden ca. 10 % af Suðuroys el.
Bygden bygden Nes blev en del af kommunen i 1936.
1939 blev Vágs kirkja indviet den 19. februar af biskop Hans Fuglsang-Damgaard. (Den tidligere kirke bygget 1853, blev 1942 genopført i Hov). Et gammelt sagn beretter, at Vágurs første kirke blev skænket som offergave af en rig, norsk enke, som lod kirken drive over havet og rejstes der, hvor det sammenbundne tømmerflåde med trækirken drev i land.
1942 byggede amerikanske ingeniørtropper ved det 200 m høje Eggjarnar, på Skúvanes vest for Vágur en loran-station (long range aid to navigation). Der blev opstillet en 4 m høj mast. Det første signal blev sendt den 15. oktober 1943. Stationen guidede skibe flyvemaskiner. Efter at de britiske styrker forlod Færøerne i 1946, overtog Danmark stationen og benyttede den indtil december 1977. I nutiden benyttes bunkerne og danskernes bygning som fårestalde.
Den 28. maj 2011 blev det nye alderdomshjem "Ellisheimið Hamragarður" indviet.
Svømmehallen ved skolen blev nedlagt i oktober 2015. fra 2012 til 2015 blev den nye svømmehal ved siden af dieselkraftværket, Vágsverkið bygget.
- Vágs kirkja
- Kongeligt besøg i Vágur den 21. juni 2005.
- Vágsfjørður
- Bådhuse og Ruth Smith kunstmuseum og bygdemuseet.
- Fiskepiger ved Løðhammar, postkort 1907

## Sport og idrætshøjskole
Páls Høll er 50-meter lang svømmehal, som er opkaldt efter svømmeren Pál Joensen. Hallen, som blev bygget fra 2012 til 2015 ved siden af dieselkraftværket, Vágsverkið, for at udnytte det varme spildevand, som ellers løb ud i havet.  og kaldes Páls Høll efter Færøernes mest kendte og mest vindende svømmer, Pál Joensen, som kommer fra Vágur.
I januar 2018 åbnede Marghøllin, der er en multisportshal med fodboldbane i halv størrelse og løbebane rundt om. Et halvt år senere blev klatrevæg opsat i hallen. Multihallen er den første af sin slags på Færøerne. Den gør det muligt at træne f.eks. fodbold indendørs, selvom vejret er dårligt.
Ítróttaháskúlin í Suðuroy (idrætshøjskolen) blev etableret i 2016 og har bopæl i Vágur. Eleverne kommer både fra Færøerne og andre lande. Skolen bruger de sportsfaciliteter der er i byen, men også naturen. De har en adventure-linje, og her bruger de meget naturen, både det at gå i fjeldene, springe i havet, ro i kajak mm. De første år boede eleverne i hytterne i Vágur, der blev bygget i 2016, men fra 2021 bor de i et kollegie, der er blevet bygget til formålet. Kollegiet har 24 dobbeltværelser og er tegnet af arkitekt Mayfinn Norðoy.

## Turisme
Bygden har en række specialforretninger, supermarkedet Keyp Vagur, et hotel med restaurant, et B&B med café, og en husflidsforretning, som kaldes Heimavirki. 
I 2008 åbnedes et mindre indkøbscenter, Torgið, midt i byen, som har flere forretninger. I 2016 blev der bygget 10 hytter til turisme, ni af disse har seks sengepladser hver, i alt er der 58 sengepladser. Hytterne ligger i den vestlige del af byen mellem fjorden og indsøen Vatnið. 
Ved siden af sportshallen mellem Vágseiði og Vatnið er der en campingplads med plads til 12 autocampere samt en teltplads på 400 m2, campingpladsen åbnede i 2014.
Langs fjorden findes mange ældre bådhuse og robåde, hvoraf flere af de gamle færøbåde stadig bruges ved særlige lejligheder, som kaproning og grindefangst. Den ældste af bådene er fra 1873, mens flere andre er bygget omkring år 1900.
I havnen ligger sluppen Johanna TG 326, der blev bygget i England 1884 og anvendt til fiskeri frem til 1972, og den bruges i dag til turistsejlads. 
Mod vest efter indsøen Vatnið og byens stadion og sportshal ligger Vágseiði, hvor den tidligere vesthavn lå.
Bygdens tidligere skole er blevet ombygget til kunstmuseet Ruth Smith savnið, der overvejende indeholder malerier og tegninger af Ruth Smith, samt et bygdmuseum med en samling af modelskibe som er kopi af skibe fra bygden, som forliste under anden verdenskrig.
Vágur og Tvøroyri skiftes til hvert år i slutningen af juni at holde en årlig folkefest kaldet Jóansøka, som er i Vágur lige år og i Tvøroyri i ulige år. Kaproningen afholdes altid lørdag eftermiddag.
Fra Vágur er der en fjeldvej op til Eggjarnar, vejen starter fra Líðarvegur i den sydlige del af Vágur, vejen hedder Eggjarvegur. Vejen blev lavet i forbindelse med at en Loranstation blev bygget ved Eggjarnar  under den 2. verdenskrig
- Vágur
- Vágur
- Vestlige del af Vágur
- Vágsfjørður, indsøen Vatnið, Stadion og Vágseiði.
- Vágur
- Viðarlundin
- Udsigt fra Eggjarnar mod syd til Beinisvørð
- Britisk ruin fra 2. verdenskrig på Færøerne ved Eggjarnar

## Personligheder
- Jacob Dahl (1878-1944), Teolog og bibeloversætter
- Ruth Smith (1913-1958), Kunstmaler og grafiker
- Marita Petersen (1940-2001), Lærer og politiker (lagmand)
- Rúni Brattaberg (1966), Operasanger
- Dánjal Martin Hofgaard (f. 1989), roer og svømmer, vandt VM i ergometerroning, letvægt i Boston, 2015.
- Pál Joensen (f. 1990), Svømmer, har vundet medaljer ved EM og VM

## Venskabsbyer
- Nakskov, Danmark
- Sandgerði, Island